# Collegio elettorale di Osilo
Il collegio elettorale di Osilo è stato un collegio elettorale uninominale del Regno di Sardegna. Fu istituito con la legge n. 3778 del 20 novembre 1859, in sostituzione del collegio di Nulvi. Comprendeva i territori di Osilo, Nulvi, Ploaghe, Sorso e Castelsardo. Dalla VIII legislatura il territorio divenne parte del collegio di Sassari

## Dati elettorali
Nel collegio si svolsero votazioni solo nella settima legislatura.

### VII legislatura
Le votazioni si svolsero in 387 collegi uninominali a doppio turno. Come previsto dalla legge elettorale del 20 novembre 1859, era eletto al primo turno il candidato che «riunisce in suo favore più del terzo dei voti del total numero dei membri componenti il collegio e più della metà dei suffragi dati dai votanti presenti all'adunanza» (art. 91). Se nessun candidato era eletto, al ballottaggio tra i due candidati con più voti era eletto chi otteneva il maggior numero di voti (art. 92) o, in caso di ugual numero di voti, il maggiore d'età (art. 93).
| Partito                            | Partito                            | Candidato                          | Primo turno 25 marzo 1860 | Primo turno 25 marzo 1860 | Ballottaggio ? marzo 1860 | Ballottaggio ? marzo 1860 |
| Partito                            | Partito                            | Candidato                          | Voti                      | %                         | Voti                      | %                         |
| ---------------------------------- | ---------------------------------- | ---------------------------------- | ------------------------- | ------------------------- | ------------------------- | ------------------------- |
|                                    | —                                  | Nicolò Ferracciu                   | 324                       | 50,15                     | 512                       | 81,14                     |
|                                    | —                                  | Francesco Sulis                    | 106                       | 16,41                     | 119                       | 18,86                     |
|                                    | —                                  | Pasquale Tola                      | 92                        | 14,24                     |                           |                           |
|                                    | —                                  | Federico Campanella                | 68                        | 10,53                     |                           |                           |
|                                    | —                                  | Gian Maria Pisano Marras           | 56                        | 8,67                      |                           |                           |
|                                    |                                    |                                    |                           |                           |                           |                           |
| Iscritti                           | Iscritti                           | Iscritti                           | 1 064                     | 100,00                    | 1 064                     | 100,00                    |
| ↳ Votanti (% su iscritti)          | ↳ Votanti (% su iscritti)          | ↳ Votanti (% su iscritti)          | 696                       | 65,41                     | 635                       | 59,68                     |
| ↳ Voti validi (% su votanti)       | ↳ Voti validi (% su votanti)       | ↳ Voti validi (% su votanti)       | 646                       | 92,82                     | 631                       | 99,37                     |
| ↳ Schede non valide (% su votanti) | ↳ Schede non valide (% su votanti) | ↳ Schede non valide (% su votanti) | 50                        | 7,18                      | 4                         | 0,63                      |
| ↳ Astenuti (% su iscritti)         | ↳ Astenuti (% su iscritti)         | ↳ Astenuti (% su iscritti)         | 368                       | 34,59                     | 429                       | 40,32                     |